# Gynacantha africana
Gynacantha africana är en trollsländeart som först beskrevs av Palisot de Beauvois 1807.  Gynacantha africana ingår i släktet Gynacantha och familjen mosaiktrollsländor. IUCN kategoriserar arten globalt som livskraftig. Inga underarter finns listade i Catalogue of Life.